# Madame a des envies
Madame a des envies è un cortometraggio muto del 1907 diretto da Alice Guy

## Trama
Una signora in dolce attesa non sa resistere alle proprie voglie: prima ruba al giardino pubblico un lecca lecca a una bambina, poi, al caffè, sottrae destramente un bicchierino di assenzio da sotto il naso di un cliente che, assorto nella lettura, manco se ne accorge. Ma non è finita: mentre passeggia, madame si impadronisce del misero pasto di un poveraccio che protesta per avere indietro la sua aringa. Il marito della signora è costretto a mettere mano al portafoglio per calmare l'uomo. Intanto la signora, incrociando un fumatore di pipa, gliela prende e si mette a fumare. Il marito decide che è ora di ritornare a casa. I due hanno un breve alterco e lui la strapazza un po'... la signora cade e lui si china. Quando si rialza, ha tra le braccia un neonato, anzi, no: due. L'uomo è finalmente felice e la pace ritorna in famiglia.

## Produzione
Il film fu prodotto dalla Pathé Frères probabilmente nel 1906 (la data di produzione e l'attribuzione del cortometraggio ad Alice Guy sono proposte nelle note che accompagnano il cofanetto DVD Le cinéma premier 1897-1913 volume 1, pubblicato dalla Gaumont del 2008.
Il film fu girato quasi totalmente in esterni.

## Distribuzione
Distribuito dalla Pathé Frères, il cortometraggio uscì nelle sale francesi nel 1907. La Pathé lo distribuì anche negli Stati Uniti, dove venne importato e presentato il 21 dicembre 1907 con il titolo inglese Madam's Fancies.
Il 12 marzo 2006, la pellicola è stata presentata in una versione di quattro minuti in Argentina, al Mar del Plata Film Festival.